# Viktor An
Viktor An (em russo:  Виктор Ан; nascido Ahn Hyun-soo; em coreano:  안현수; Seul, 23 de novembro de 1985) é um patinador russo, nascido na Coreia do Sul. An conquistou três medalhas de ouro nos Jogos Olímpicos de Inverno de 2006 em Turim, competindo pela Coreia do Sul. Após desentendimentos com a federação de patinação do país, mudou de nacionalidade em 2013, passando a competir pela Rússia, onde conqusistou quatro medalhas, sendo três de ouro, nos Jogos Olímpicos de 2014, em Sóchi.